# Liste österreichischer Autoren
Es gibt keine historisch allgemeingültigen Kriterien, nach denen ein Autor der Liste österreichischer Autoren zugeordnet werden kann. Nach einer weiter gefassten Definition werden alle Schriftsteller und Dichter der ehemaligen Habsburgermonarchie beziehungsweise des Vielvölkerstaats Österreich-Ungarn (also deutsche, ungarische, tschechische, slowakische usw.) dazugezählt, während einer engeren Abgrenzung zufolge nur die Autoren deutscher Muttersprache (und fremdsprachige Autoren, die ihre literarischen Werke in Deutsch verfasst haben) oder nur jene, die im Gebiet der heutigen Republik Österreich gelebt haben oder leben, als österreichische Autoren bezeichnet werden.

## Autoren

### A
- Friedrich Achleitner (1930–2019)
- Emma Adler (1858–1935)
- Alfred Adler (1870–1937)
- Helena Adler (1983–2024)
- Ilse Aichinger (1921–2016)
- Renate Aichinger (* 1976)
- Bernhard Aichner (* 1972)
- Christoph Wilhelm Aigner (* 1954)
- Johann Allacher (* 1965)
- Josef Allram (1860–1941)
- Peter Altenberg, eigentlich Richard Engländer (1859–1919)
- Franz Friedrich Altmann (* 1958)
- Peter Simon Altmann (* 1968)
- Gerhard Amanshauser (1928–2006)
- Martin Amanshauser (* 1968)
- Jean Améry, eigentlich Hans Chaim Mayer (1912–1978)
- Michael Amon (1954–2018)
- Eugen Andergassen (1907–1987)
- Marie Anders (* 1967)
- Ernst Angel (1894–1986)
- Gerda Anger-Schmidt (1943–2017)
- Johann Balthasar Antesperg (1682–1765)
- Thomas Antonic (* 1980)
- Ludwig Anzengruber (1839–1889)
- Ljuba Arnautović (* 1954)
- H. C. Artmann (1921–2000)
- Thomas Arzt (* 1983)
- Elsa Asenijeff, eigentlich Elsa Maria Packeny (1867–1941)
- Ruth Aspöck (* 1947)
- Martin Auer (* 1951)
- Hans Augustin (* 1949)
- Reinhold Aumaier (* 1953)
- Rose Ausländer (1901–1988)
- Ava von Göttweig (um 1060 – 1127)
- Susanne Ayoub (* 1956)
- Cornelius Hermann von Ayrenhoff (1733–1819)

### B
- Anna Baar (* 1973)
- Ingeborg Bachmann (1926–1973)
- Luise George Bachmann (1903–1976)
- Walter Bäck (1931–2004)
- Hermann Bahr (1863–1934)
- Bettina Balàka (* 1966)
- Hans Bankl (1940–2004)
- Ewald Baringer (* 1955)
- Bernhard Barta (* 1974)
- Dominik Barta (* 1982)
- Rudolf Hans Bartsch (1873–1952)
- Otto Basil (1901–1983)
- Ferry Bauer (1916–2010)
- Hermann Bauer (* 1954)
- Theodora Bauer (* 1990)
- Wolfgang Bauer (1941–2005)
- Eduard von Bauernfeld (1802–1890)
- Thomas Baum (* 1958)
- Karina Baumann (* 1968)
- Manfred Baumann (* 1956)
- Antonie Baumberg (1857–1902)
- Konrad Bayer (1932–1964)
- Robert von Bayer (1835–1902)
- Xaver Bayer (* 1977)
- Karl Isidor Beck (1817–1879)
- Zdenka Becker (* 1951)
- Karl Bednarik (1915–2001)
- Maria Blumencron (* 1965)
- Alex Beer (bürgerlich Daniela Larcher) (* 1977)
- Gustav Beer (1888–1983)
- Johann Beer (1655–1700)
- Natalie Beer (1903–1987)
- Otto F. Beer, Pseudonym Erik Ronnert (1910–2002)
- Richard Beer-Hofmann (1866–1945)
- Michael Beisteiner (* 1977)
- Kurt Benesch (1926–2008)
- Jürgen Benvenuti (* 1972)
- Elazar Benyoëtz (* 1937)
- Elmar Bereuter (* 1948)
- Christian Paul Berger (* 1957)
- Clemens Berger (* 1979)
- Hilde Berger (* 1946)
- Alois Berla (1826–1896)
- Richard A. Bermann, Arnold Höllriegel (1883–1939)
- Thomas Bernhard (1931–1989)
- Toni Bernhart (* 1971)
- Hugo Bettauer (1872–1925)
- Beppo Beyerl (* 1955)
- Karl Bienenstein (1869–1927)
- Richard Billinger (1890–1965)
- Ines Birkhan (* 1974)
- Birgit Birnbacher (* 1985)
- Georg Biron (* 1958)
- Roswitha Bitterlich (1920–2015)
- Gerhard Blaboll (* 1958)
- Max Blaeulich (* 1952)
- Alexandra Bleyer (* 1974)
- Robert Bodanzky, Danton (1879–1923)
- Franz Heinrich Böckh (1787–1831)
- Uwe Bolius (1940–2014)
- Kurt Bracharz (1947–2020)
- Walter Brandorff (1943–1996)
- Alois Brandstetter (* 1938)
- Felix Braun (1885–1973)
- Käthe Braun-Prager (1888–1967)
- Kirstin Breitenfellner (* 1966)
- Thomas Brezina (* 1963)
- Hermann Broch (1886–1951)
- Max Brod (Prag) (1884–1968)
- Gerhard Bronner (1922–2007)
- Patricia Brooks (Wien) (* 1957)
- Kaśka Bryla (* 1978)
- Walter Buchebner (1929–1964)
- Liselotte Buchenauer (1922–2003)
- Nadja Bucher (* 1976)
- Barbara Büchner (* 1950)
- Hermann Buhl (1924–1957)
- Burggraf von Lienz (* 13. Jahrhundert)
- Christine Busta (1915–1987)
- Georg Bydlinski (* 1956)

### C
- Catarina Carsten (1920–2019)
- Ignaz Franz Castelli (1781–1862)
- Lucas Cejpek (* 1956)
- Paul Celan (1920–1970)
- Karl Cervik (1931–2012)
- Gert Chesi (* 1940)
- Manfred Chobot (* 1947)
- Egmont Colerus (1888–1939)
- Heinrich Joseph von Collin (1771–1811)
- Matthäus von Collin (1779–1824)
- Blanda Corony (1841–1911)
- Franz Theodor Csokor (1885–1969)
- Franz Josef Czernin (* 1952)
- Monika Czernin (* 1965)
- Elfriede Czurda (* 1946)

### D
- Adelheid Dahimène (1956–2010)
- Michael Dangl (* 1968)
- Harald Darer (* 1975)
- Ernst Décsey (1870–1941)
- Helmut Degner (1929–1996)
- Johann Ludwig Deinhardstein (1790–1859)
- Anton Dekan (* 1948)
- Marie Eugenie Delle Grazie (1864–1931)
- Dimitré Dinev (* 1968)
- Irene Diwiak (* 1991)
- Susanne Dobesch (* 1957)
- Heimito von Doderer (1896–1966)
- Verena Dolovai (* 1975)
- Carl Domanig (1851–1913)
- Elfie Donnelly (* 1950)
- Milo Dor (1923–2005)
- Albert Drach (1902–1995)
- Hanna Maria Drack (1913–1988)
- Martin Dragosits (* 1965)
- Didi Drobna (* 1988)
- Georg Drozdowski (1899–1987)
- Peter Ferdinand Drucker (1909–2005)
- Andrea Drumbl (* 1976)
- Dora Dunkl (1925–1982)
- Ellen Dunne (* 1977)
- Andrea Maria Dusl (* 1961)
- Herbert Dutzler (* 1958)
- Felix Dvorak  (* 1936)

### E
- Jeannie Ebner (1918–2004)
- Klaus Ebner (* 1964)
- Peter Ebner (1932–2018)
- Marie von Ebner-Eschenbach (1830–1916)
- Lisa Eckhart (* 1992)
- Raphaela Edelbauer (* 1990)
- Heinrich Eggerth (1926–2018)
- Albert Ehrenstein (1886–1950)
- Günter Eichberger (* 1959)
- Hans Eichhorn (1956–2020)
- Walther Eidlitz (1892–1976)
- Wolf-Dieter Eigner (1952–1988)
- Erwin Einzinger (* 1953)
- Helmut Eisendle (1939–2003)
- Herbert Eisenreich (1925–1986)
- Marc Elsberg (* 1967)
- Daniela Emminger (* 1975)
- Michael Leopold Enk von der Burg (1788–1843)
- Gustav Ernst (* 1944)
- Claudia Erdheim (* 1945)
- Jürgen-Thomas Ernst (* 1966)
- Bruno Ertler (1889–1927)
- Karl Eska (1905–1985)
- Elisabeth Etz (* 1979)

### F
- Gunter Falk (1942–1983)
- Brigitta Falkner (* 1959)
- Mareike Fallwickl (* 1983)
- Walter Famler (* 1958)
- Lilian Faschinger (* 1950)
- Leopold Federmair (* 1957)
- Reinhard Federmann, Friedrich Feld, Randolph Mills (1923–1976)
- Fritz Feld, Friedrich Feld, Friedrich Rosenfeld (1902–1987)
- Franz Michael Felder (1839–1869)
- Else Feldmann (1884–1942)
- Janko Ferk (* 1958)
- Vera Ferra-Mikura (1923–1997)
- Antonio Fian (* 1956)
- Egid Filek von Wittinghausen (1874–1949)
- Andreas Findig (1961–2018)
- Adolph Johannes Fischer (1885–1936)
- Dagmar Fischer (* 1969)
- Erica Fischer (* 1943)
- Ernst Fischer (1899–1972)
- Gottfried Fischer (* 1953)
- Wolfgang Georg Fischer (1933–2021)
- Milena Michiko Flašar (* 1980)
- Herbert Fleck (* 1941)
- Ludwig Roman Fleischer (* 1952)
- Olga Flor (* 1968)
- Hans Heinrich Formann (1939–2016)
- Ludwig August Frankl von Hochwart (1810–1894)
- Kurt Franz (* 1949)
- Arthur Franzetti (1873–1928)
- Franzobel (* 1967)
- Hans Fraungruber (1863–1933)
- Bruno Frei (1897–1988)
- Anna Freud (1895–1982)
- Sigmund Freud (1856–1939)
- Laura Freudenthaler (* 1984)
- Johannes Freumbichler (1881–1949)
- René Freund (* 1967)
- Elisabeth Freundlich (1906–2001)
- Alfred Hermann Fried (1864–1921)
- Erich Fried (1921–1988)
- Egon Friedell (1878–1938)
- Hermann Friedl (1920–1988)
- Gerlinde Friewald (* 1969)
- Paul Frischauer (1898–1977)
- Barbara Frischmuth (1941–2025)
- Gerhard Fritsch (1924–1969)
- Valerie Fritsch (* 1989)
- Marianne Fritz (1948–2007)
- Anton Fuchs (1920–1995)
- Christian Martin Fuchs (1952–2008)
- David Fuchs (* 1981)
- Dietmar Füssel (* 1958)
- Gertrud Fussenegger (1912–2009)
- Christian Futscher (* 1960)

### G
- Ulrich Gäbler (* 1941)
- Friedrich von Gagern (1882–1947)
- Lisa Gallauner (* 1978)
- Marie Gamillscheg (* 1992)
- Natascha Gangl (* 1986)
- Petra Ganglbauer (* 1958)
- Herbert Gantschacher (* 1956)
- Günther Maria Garzaner (1951–2015)
- Karl-Markus Gauß (* 1954)
- Arno Geiger (* 1968)
- Heinz Gerstinger (1919–2016)
- Elfriede Gerstl (1932–2009)
- Jacqueline Gillespie (* 1958)
- Hermann von Gilm zu Rosenegg (1812–1864)
- Franz Karl Ginzkey (1871–1963)
- Helga Glantschnig (* 1958)
- Daniel Glattauer (* 1960)
- Thomas Glavinic (* 1972)
- Anselm Glück (* 1950)
- Anna Gmeyner, Anna Reiner (1902–1991) (AU/GB)
- Dietmar Gnedt (* 1957)
- Anne Goldmann (1961–2021)
- Constantin Göttfert (* 1979)
- Alfred Goubran (* 1964)
- Christine Grän (* 1952)
- Susanne Gregor (* 1981)
- Andrea Grill (* 1975)
- Evelyn Grill (1942–2024)
- Franz Grillparzer (1791–1872)
- Paula Grogger (1892–1984)
- Auguste Groner (1850–1929)
- Andreas Gruber (* 1968)
- Reinhard P. Gruber (* 1947)
- Sabine Gruber (* 1963)
- Sabine M. Gruber (* 1960)
- Judith Gruber-Rizy (* 1952)
- Anastasius Grün (1806–1876)
- Lili Grün (1904–1942)
- Otto Grünmandl (1924–2000)
- Norbert Gstrein (* 1961)
- Albert Paris Gütersloh (1887–1973)

### H
- Wolf Haas (* 1960)
- Fritz Habeck (1916–1997)
- Rudolf Habringer (* 1960)
- Erich Hackl (* 1954)
- Franz Josef Hadatsch (1798–1849)
- Maja Haderlap (* 1961)
- Colin Hadler (* 2001)
- Fabjan Hafner (1966–2016)
- Arnold Hagenauer (1871–1918)
- Friedrich Hahn (* 1952)
- Hans Heinz Hahnl (1923–2006)
- Christine Haidegger (1942–2021)
- Alois Haider (* 1948)
- Clemens Haipl (* 1969)
- Hermann Hakel (1911–1987)
- Friedrich Halm, eigentlich: Eligius Franz Joseph Freiherr von Münch-Bellinghausen (1806–1871)
- Roswitha Hamadani (* 1944)
- Robert Hamerling (1830–1889)
- Elfriede Hammerl (* 1945)
- Enrica von Handel-Mazzetti (1871–1955)
- Peter Handke (* 1942)
- Haimo L. Handl (1948–2019)
- Veronika Handlgruber (1920–2003)
- Norbert Hanrieder (1842–1913)
- Christian Hartl (* 1980)
- Edwin Hartl (1906–1998)
- Petra Hartlieb (* 1967)
- Lorenz Leopold Haschka (1749–1827)
- Jaroslav Hašek (1883–1923)
- Elfriede Haslehner (1933–2025)
- Josef Haslinger (* 1955)
- Elisabeth Hauer (1928–2012)
- Johann Georg Hauer (1853–1905)
- Marlen Haushofer (1920–1970)
- Heinrich von dem Tuerlîn (bl. 13. Jahrhundert)
- Monika Helfer (* 1947)
- Bodo Hell (* 1943)
- André Heller (* 1947)
- Peter Henisch (* 1943)
- Alois Hergouth (1925–2002)
- Wolfgang Hermann (* 1961)
- Miguel Herz-Kestranek (* 1948)
- Anna Herzig (* 1987)
- Theodor Herzl (1860–1904)
- Fritz von Herzmanovsky-Orlando (1877–1954)
- Ludwig Hevesi (1843–1910)
- Arnold Hiess (* 1989)
- Regina Hilber (* 1970)
- Ernst Hinterberger (1931–2012)
- Christian Ide Hintze (1953–2012)
- Karl Hirschbold (1908–1994)
- Ludwig Hirschfeld (1882–spät. 1945)
- Paulus Hochgatterer (* 1961)
- Friedl Hofbauer (1924–2014)
- Max Höfler (* 1978)
- Hugo von Hofmannsthal (1874–1929)
- Franz Ignaz von Holbein (1779–1855)
- Christian Hölbling (* 1972)
- Stefanie Holzer (* 1961)
- Peter Horn (* 1964)
- Ödön von Horváth (Ungarn) (1901–1938)
- Alois Hotschnig (* 1959)
- Annie Hruschka (1867–1929)
- Saskia Hula (* 1966)
- Barbara Hundegger (* 1963)

### I
- Franz Innerhofer (1944–2002)
- Vintilă Ivănceanu (1940–2008)

### J
- Paul Jaeg (* 1949)
- Gerhard Jäger (1966–2018)
- Christoph Janacs (* 1955)
- Ernst Jandl (1925–2000)
- Hermann Jandl (1932–2017)
- Ottokar Janetschek (1884–1963)
- Peter Janisch (* 1942)
- Hans Janitschek (1934–2008)
- Gerald Jatzek (* 1956)
- Elfriede Jelinek (* 1946)
- Nils Jensen (* 1947)
- Else Jerusalem (1876–1943)
- Anna Maria Jokl (1911–2001)
- Gert Jonke (1946–2009)
- Marianne Jungmaier (* 1985)
- Andreas Jungwirth (* 1967)
- Katja Jungwirth (* 1961)
- Rainer Juriatti (* 1964)

### K
- Hans Kadich von Pferd (1864–1909)
- Franz Kafka (1883–1924)
- Sonja Kaiblinger (* 1985)
- Eugenie Kain (1960–2010)
- Franz Kain (1922–1997)
- Günter Kaindlstorfer (* 1963)
- Günther Kaip (* 1960)
- Vea Kaiser (* 1988)
- Reinhard Kaiser-Mühlecker (* 1982)
- Fritz Kalmar (1911–2008)
- Walter Kappacher (1938–2024)
- Oliver Karbus (* 1956)
- Peter Karoshi (* 1975)
- Michaela Kastel (* 1987)
- Leo Katz (1892–1954)
- Wolfgang Katzer (* 1950)
- Wolfgang Kauer (* 1957)
- Juliane Kay (1899–1968)
- Natascha Keferböck (* 1969)
- Daniel Kehlmann (* 1975)
- Franz Keim (1840–1918)
- Ottokar Kernstock (1848–1928)
- Marie-Thérèse Kerschbaumer (* 1936)
- Ilse Kilic (* 1958)
- Anna Kim (* 1977)
- Egon Erwin Kisch (1885–1948)
- Harald Kislinger (* 1958)
- Eva Kittelmann (* 1932)
- Elisabeth Klar (* 1986)
- Robert Kleindienst (* 1975)
- Robert Klement (* 1949)
- Roman Klementovic (* 1982)
- Gertraud Klemm (* 1971)
- Radek Knapp (* 1964)
- Edith Kneifl (* 1954)
- Hilda Knobloch (1880–1960)
- Florian Kobler (* 1988)
- Peter Köck (1949–1989)
- Gabriele Kögl (* 1960)
- Michael Köhlmeier (* 1949)
- Alma Johanna Koenig (1887–1942)
- Gerhard Kofler (1949–2005)
- Werner Kofler (1947–2011)
- Leonhard Kohl von Kohlenegg (1834–1875)
- Walter Kohl (* 1953)
- Bohuslav Kokoschka (1892–1976)
- Katharina Köller (* 1984)
- Alfred Kolleritsch (1931–2020)
- Martin Kolozs (* 1978)
- Alfred Komarek (1945–2024)
- Mina König = Pseudonym für Emily Walton (* 1984)
- Klara Köttner-Benigni (1928–2015)
- Hertha Kräftner (1928–1951)
- Johann Krainz, Hans v. Sann (1847–1907)
- Richard von Kralik (1852–1934)
- Konrad Kramar (* 1966)
- Theodor Kramer (1897–1958)
- Beatrix Kramlovsky (* 1954)
- Herbert Alois Kraus (1911–2008)
- Karl Kraus (1874–1936)
- Rudolf Kraus (* 1961)
- Monika Krautgartner (* 1961)
- Georg Kreisler (1922–2011)
- David Krems (* 1977)
- Ernst Krenek (1900–1991)
- Fritz Krenn (* 1958)
- Michael Krickl (1883–1949)
- Susanne Kristek (* 1974)
- Otfried Krzyzanowski (1886–1918)
- Susanna Kubelka (1942–2024)
- Alfred Kubin (1877–1959)
- Wolfgang Kudrnofsky (1927–2010)
- Julius Kugy (1858–1944)
- Anton Kuh (1890–1941)
- Gabriel Kuhn (* 1972)
- Hubert Fabian Kulterer (1938–2009)
- Hermann Kuprian (1920–1989)
- Der von Kürenberg (bl. Mitte 12. Jahrhundert)
- Stefan Kutzenberger (* 1971)

### L
- Isolde Lachmann (1940–2006)
- Ludwig Laher (* 1955)
- Eugen Guido Lammer (1863–1945)
- Othmar Franz Lang (1921–2005)
- Angela Langer[1] (1884–1916)
- Anton Langer (1824–1879)
- Ulrike Längle (* 1953)
- Ernst Josef Lauscher (* 1947)
- Alex Lauzon (* 1957)
- Christine Lavant (1915–1973)
- Maria Lazar (1895–1948)
- Elke Laznia (* 1974)
- Hans Leb (1909–1961)
- Hans Lebert (1919–1993)
- Auguste Lechner (1905–2000)
- Angela Lehner (* 1987)
- Marie Luise Lehner (* 1995)
- Hans Leifhelm (1891–1947)
- Egon Christian Leitner (* 1961)
- Nikolaus Lenau (1802–1850)
- Alexander Lernet-Holenia (1897–1976)
- Robert Leukauf (1902–1976)
- Heinrich von Levitschnigg (1810–1862)
- Erica Lillegg (1907–1988)
- Maurus Lindemayr (1723–1783)
- Walter Lindenbaum (1907–1945)
- Wolfgang Linder (* 1961)
- Cvetka Lipuš (* 1966)
- Florjan Lipuš, auch als Boro Kostanek (* 1937)
- Norbert Loacker (1939–2024)
- Mira Lobe (1913–1995)
- Hans Lohberger (1920–1979)
- Gerhard Loibelsberger (* 1957)
- Gabriel Loidolt (* 1953)
- Paul Löwinger junior (1949–2009)
- Paula Ludwig (1900–1974)
- Leo Lukas (* 1959)

### M
- Manuela Macedonia  (* 1963)
- Dorothea Macheiner (* 1943)
- Matthias Macher (1793–1876)
- Nicolas Mahler (* 1969)
- Christian Mähr (* 1952)
- Gösta Maier (1926–2012)
- Till Mairhofer (* 1958)
- Hans Dieter Mairinger (* 1943)
- Beate Maly (* 1970)
- Friederike Manner (1904–1956)
- Ulrike Mara (* 1946)
- Peter Marginter (1934–2008)
- Mike Markart (* 1961)
- Heinz Markstein (1924–2008)
- Georg Markus (* 1951)
- Wilhelm von Marsano (1797–1871)
- Rosemarie Marschner (* 1944)
- Paul Martin (* 1958)
- Trude Marzik (1923–2016)
- Albert Massiczek (1916–2001)
- Manfred Maurer (1958–1998)
- Jörg Mauthe (1924–1986)
- Fritz Mauthner (1849–1923)
- Beate Maxian (* 1967)
- Doris Mayer (1958–2018)
- Elmar Mayer-Baldasseroni (* 1977)
- Lene Mayer-Skumanz (* 1939)
- Ilona Mayer-Zach (* 1963)
- Günther Mayr (* 1966)
- Rosa Mayreder (1858–1938)
- Johann Mayrhofer (1787–1836)
- Friederike Mayröcker (1924–2021)
- Mieze Medusa (* 1975)
- Alfred Meißner (1821–1885)
- Eva Menasse (* 1970)
- Robert Menasse (* 1954)
- Inge Merkel (1922–2006)
- Verena Mermer (* 1984)
- Carl Merz (1906–1979)
- Janko Messner (1921–2011)
- Gustav Meyrink (1868–1932)
- Robert Michel (1876–1957)
- Nora Miedler (1977–2018)
- Hanno Millesi (* 1966)
- Harold Ian Miltner (* 1970)
- Lydia Mischkulnig (* 1963)
- Anna Mitgutsch (* 1948)
- Erika Mitterer (1906–2001)
- Felix Mitterer (* 1948)
- Ernst Molden (* 1967)
- Erika Molny (1932–1990)
- Soma Morgenstern (1890–1976)
- Wolfgang Mörth (* 1958)
- Doris Mühringer (1920–2009)
- Anton Müller, Pseudonym Bruder Willram (1870–1939)
- Robert Müller (1887–1924)
- Birgit Müller-Wieland (* 1962)
- Marianne Müllner (1879–1950)
- Robert Musil (1880–1942)
- Wilhelm Muster (1916–1994)

### N
- Sabina Naber (* 1965)
- Franz Nabl (1883–1974)
- Andrea Nagele (* 1957)
- Neidhart von Reuental (bl. 13. Jahrhundert)
- Johann Nestroy (1801–1862)
- Günter Neuwirth (* 1966)
- Michael Niavarani (* 1968)
- Helmuth A. Niederle (* 1949)
- Christine Nöstlinger (1936–2018)
- Ernst Nowak (* 1944)

### O
- Joseph Georg Oberkofler (1889–1962)
- Wilfried Ohms (1960–2023)
- Andreas Okopenko (1930–2010)
- Käthe Olshausen-Schönberger (1881–1968)
- Klaus Oppitz (* 1971)
- Peter Orthofer (1940–2008)
- Oswald von Wolkenstein (um 1377–1445)

### P
- Tanja Paar (* 1970)
- Kurt Palm (* 1955)
- Reinhard Palm (1957–2014)
- Martina Parker
- Herbert Pauli (* 1952)
- Ana Pawlik (* 1981)
- Martin Peichl (* 1983)
- Monika Pelz (* 1944)
- Josef Friedrich Perkonig (1890–1959)
- Rotraud A. Perner (* 1944)
- Leo Perutz (1882–1957)
- Karin Peschka (* 1967)
- Peter Pessl (* 1963)
- Gabriele Petricek (* 1957)
- Dine Petrik (* 1942)
- Martin G. Petrowsky (* 1942)
- Ida Pfeiffer (1797–1858)
- Norbert Pfretzschner (1850–1927)
- Hermes Phettberg, Pseudonym von Josef Fenz (1952–2024)
- Adolf Pichler (1819–1900)
- Anita Pichler (1948–1997)
- Georg Pichler (* 1959)
- Walter Pilar (1948–2018)
- Gerhard Pilgram (* 1955)
- Heide Pils (* 1939)
- Silvia Pistotnig (* 1977)
- Andreas P. Pittler (* 1964)
- Petra Piuk (* 1975)
- Martin Plattner (* 1975)
- Romina Pleschko (* 1983)
- Friederun Pleterski (* 1948)
- Rosa Pock (* 1949)
- Mechthild Podzeit-Lütjen (* 1955)
- Alfred Polgar (1873–1955)
- Martin Pollack (1944–2025)
- Heinz Pototschnig (1923–1995)
- Ursula Poznanski (* 1968)
- Hans Prager (1887–1940)
- Egon A. Prantl (1947–2024)
- J.H. Praßl (* 1979 und 1970)
- Gottfried Prehauser (1699–1769)
- Robert Preis (* 1972)
- Franz Preitler (* 1963)
- Martin Prinz (* 1973)
- Robert Prosser (* 1983)
- Ingrid Puganigg (* 1947)

### Q
- Helmut Qualtinger (1928–1986)
- Sabrina Qunaj (* 1986)

### R
- Julya Rabinowich (* 1970)
- Doron Rabinovici (* 1961)
- Alja Rachmanowa, eigentlich Galina Djuragina (1898–1991)
- Gernot Ragger, Pseudonym Karl Schöffmann (* 1959)
- Ferdinand Raimund (1790–1836)
- Hans Raimund (* 1945)
- Christoph Ransmayr (* 1954)
- Ingeborg Rauchberger (* 1957)
- Volker Raus (* 1946)
- Käthe Recheis (1928–2015)
- Elisabeth Reichart (* 1953)
- Eva Reichl (* 1970)
- Anton Renk (1871–1906)
- Gregor von Rezzori (1914–1998)
- Joseph Richter (1749–1813)
- Therese Rie (1878–1934)
- Gregor Riegler (* 1950)
- Katharina Riese (* 1946)
- Erwin Riess (1957–2023)
- Susanne Riha (* 1954)
- Rainer Maria Rilke (1875–1926)
- Helmut Rizy (* 1943)
- Ina Roberts (1904–1977)
- Alexander Roda Roda (1872–1945)
- Walther Rode (1876–1934)
- Kathrin Röggla (* 1971)
- Stephan Roiss (* 1983)
- Hermann Rollett (1819–1904)
- Peter Rosegger (1843–1918)
- Peter Rosei (* 1946)
- Gerhard Roth (1942–2022)
- Joseph Roth (1894–1939)
- Maria Veronika Rubatscher (1900–1987)
- Gerhard Rühm (* 1930)
- Gerhard Ruiss (* 1951)
- Manfred Rumpl (* 1960)

### S
- Ferdinand von Saar (1833–1906)
- Leopold von Sacher-Masoch (1836–1895)
- Friedrich Sacher (1899–1982)
- Walter Sachs (1901–1985)
- Hamid Sadr (* 1946)
- Maria Anna Sagar (1727–1805)
- George Saiko (1892–1962)
- Felix Salten (1869–1945)
- Kurt Sandner (1910–nach 1935)
- Adele Sansone (* 1953)
- Moritz Gottlieb Saphir (1795–1858)
- Irina Sapira (* 1944)
- Theodor Sapper (1905–1982)
- Stefanie Sargnagel (* 1986)
- Ferdinand Sauter (1804–1854)
- Thomas Sautner (* 1970)
- Christian Schacherreiter (* 1954)
- Marlen Schachinger (* 1970)
- Tonio Schachinger (* 1992)
- David Schalko (* 1973)
- Michael Scharang (* 1941)
- Richard von Schaukal (1874–1942)
- Michael Scheuermann (* 1964)
- Emanuel Schikaneder (1751–1812)
- Wolf von Schilgen (1917–2015)
- Gerd Schilddorfer (* 1953)
- Helmut Schinagl (1931–1998)
- Robert Schindel (* 1944)
- Evelyn Schlag (* 1952)
- Siljarosa Schletterer (* 1991)
- Friedrich Schlögl (1821–1892)
- Ferdinand Schmalz (* 1985)
- Ferdinand Schmatz (* 1953)
- Gerald Schmickl (* 1961)
- Georg Erich Schmid (* 1944)
- Günter Schmidauer (* 1955)
- Eva Schmidt (* 1952)
- Wendelin Schmidt-Dengler (1942–2008)
- Robert Schneider (* 1961)
- Arthur Schnitzler (1862–1931)
- Franz von Schober (1796–1882)
- Sabine Schoder (* 1982)
- Ernst Reinhard Schöggl (* 1948)
- Helmuth Schönauer (* 1953)
- Karl Schönherr (1867–1943)
- Sabine Scholl (* 1959)
- Susanne Scholl (* 1949)
- Nikolaus Scholz (* 1957)
- Margit Schreiner (* 1953)
- Franz Schuh (* 1947)
- Anton von Schullern zu Schrattenhofen (1832–1889)
- Heinrich von Schullern zu Schrattenhofen (1865–1955)
- Hermann Schürrer (1928–1986)
- Anton Schurz (1794–1859)
- Julian Schutting (* 1937)
- Julius Franz Schütz (1889–1961)
- Günther Schwab (1904–2006)
- Werner Schwab (1958–1994)
- Brigitte Schwaiger (1949–2010)
- Peter Schwaiger (* 1968)
- Josef Schweikhardt (* 1949)
- Rolf Schwendter (1939–2013)
- Johanna Sebauer (* 1988)
- Rosemarie Philomena Sebek (* 1939)
- György Sebestyén (1930–1990)
- Erich Sedlak (1947–2018)
- Robert Seethaler (* 1966)
- Gudrun Seidenauer (* 1965)
- Johann Gabriel Seidl (1804–1875)
- Petra Sela (* 1945)
- Johann Chrysostomus Senn (1795–1857)
- Clemens J. Setz (* 1982)
- August Silberstein (1827–1900)
- Johannes Mario Simmel (1924–2009)
- Leo Slezak (1873–1946)
- Stefan Slupetzky (* 1962)
- Stefan Soder (* 1975)
- Hans Werner Sokop (* 1942)
- Edith Sommer (* 1927)
- Corinna Soria (* 1962)
- Jura Soyfer (1912–1939)
- Otto Soyka (1881–1955)
- Lisa Spalt (* 1970)
- Hilde Spiel (1911–1990)
- Mela Spira (1893–1967)
- Karl Springenschmid (1897–1981)
- Valerie Springer (* 1958)
- Franz Spunda (1890–1963)
- Thomas Stangl (* 1966)
- Verena Stauffer (* 1978)
- Michael Stavarič (* 1972)
- Gerhild Steinbuch (* 1983)
- Heinrich Steinfest (* 1961)
- Brita Steinwendtner (* 1942)
- Franz Stelzhamer (1802–1874)
- Gerhard Stenzel (1914–2005)
- Carl Stephenson (1893–1983)
- Adalbert Stifter (1805–1868)
- Franz Stimpfl (1918–2003)
- Thomas Stipsits (* 1983)
- Dora von Stockert-Meynert (1870–1947)
- Ernst Stöhr (1860–1917)
- Josef Anton Stranitzky (1676–1726)
- Isabella Straub (* 1968)
- Marlene Streeruwitz (* 1950)
- Gustav Streicher (1873–1915)
- Ingrid Streicher (* 1943)
- Gerhard Streminger (* 1952)
- Bernhard Strobel (* 1982)
- Karl Hans Strobl (1877–1946)
- Sigrid Strohschneider-Laue (* 1961)
- Stanislav Struhar (* 1964)
- Bernhard Studlar (* 1972)
- Hanna Sukare (* 1957)
- Marianne Sula (* 1954)
- Hannes Sulzenbacher (* 1968)
- Bertha von Suttner (Kinsky) (Böhmen) (1843–1914)
- Gerald Szyszkowitz (* 1938)

### T
- Francisco Tanzer (1921–2003)
- Judith W. Taschler (* 1970)
- Louis Taufstein (1870–1942)
- Otto Taussig (1879–1925)
- Sissi Tax (* 1954)
- Folke Tegetthoff (* 1954)
- Christian Teissl (* 1979)
- Hans Tesch (* 1955)
- Dora Thaler (1914–1970)
- Walter Thorwartl (* 1947)
- Ilse Tielsch (1929–2023)
- Katharina Tiwald (* 1979)
- Claudia Toman, Pseudonym Anna Koschka (* 1978)
- Friedrich Torberg (1908–1979)
- Kristine Tornquist (* 1965)
- Gerhard Tötschinger (1946–2016)
- Georg Trakl (1887–1914)
- Cornelia Travnicek (* 1987)
- Jutta Treiber (* 1949)
- Walther Tritsch (1892–1961)
- Wolfgang Teuschl (1943–1999)
- Peter Truschner (* 1967)
- Peter Turrini (* 1944)
- Johannes Twaroch (1938–2023)

### V
- Ernst Vasovec (1917–1993)
- Elfriede Vavrik (* 1929)
- Heinz Vegh (* 1940)
- Hans-Peter Vertacnik (* 1956)
- Vladimir Vertlib (* 1966)
- Ernst Vlcek (1941–2008)
- Johann Nepomuk Vogl (1802–1866)
- Walter Vogl (* 1958)
- Peter Vujica (1937–2013)
- Hannes Vyoral (* 1953)

### W
- Herbert Wadsack (1912–2004)
- Karl Heinrich Waggerl (1897–1973)
- Christoph Wagner (1954–2010)
- Eberhard Wagner (* 1961)
- Heinrich Suso Waldeck (1873–1943)
- Richard Wall (* 1953)
- Walther von der Vogelweide (um 1170 – um 1230)
- Andrea Walter, auch unter dem Pseudonym Fanny Svoboda (* 1980)
- Emily Walton, auch unter dem Pseudonym Mina König (* 1984)
- Fred Wander (1917–2006)
- Maxie Wander (1933–1977)
- Leopold Wandl (1923–2009)
- Martin G. Wanko (* 1970)
- Peter Waterhouse (* 1956)
- Fritz Weber (1895–1972)
- Reinhard Wegerth (* 1950)
- Anna Weidenholzer (* 1984)
- Joseph Weidmann (1742–1810)
- Paul Weidmann (1744–1801)
- Margarete Weinhandl (1880–1975)
- Josef Weinheber (1892–1945)
- Otto Weininger (1880–1903)
- Friedrich Weissensteiner (1927–2023)
- Günter Wels, Pseudonym von Günter Kaindlstorfer (* 1963)
- Renate Welsh (* 1937)
- Adalbert Welte (1902–1969)
- Lisa Wentz (* 1995)
- Franz Werfel (1890–1945)
- Christine Werner (* 1954)
- Rudolf Weys (1898–1978)
- Fanny Wibmer-Pedit (1890–1967)
- Josef Wichner (1852–1923)
- Fritz Widhalm (* 1956)
- Ines Widmann (1904–2002)
- Oswald Wiener (1935–2021)
- Manfred Wieninger (1963–2021)
- Anton Wildgans (1881–1932)
- Jennifer B. Wind (* 1973)
- Josef Winkler (* 1953)
- Katharina Winkler (* 1979)
- Walter Wippersberg (1945–2016)
- Daniel Wisser (* 1971)
- Lisa Witasek (* 1956)
- Ludwig Wittgenstein (1889–1951)
- Helmut Wittmann (* 1959)
- Magda Woitzuck (* 1983)
- Gernot Wolfgruber (* 1944)
- Andrea Wolfmayr (* 1953)
- Martha Wölger (1920–1992)
- Roger Wortmann (* 1968)
- Ernst Wurm (1906–1971)
- Irmgard Wurmbrand[2] (1906–1988)

### Z
- Iris Zachenhofer
- Christoph Zanon (1951–1997)
- Friedrich Zauner (1936–2022)
- Hansjörg Zauner (1959–2017)
- Dorothea Zeemann (1909–1993)
- Traude Zehentner (* 1950)
- Helmut Zenker (1949–2003)
- Michael Ziegelwagner (* 1983)
- O. P. Zier (* 1954)
- Paul Zifferer (1879–1929)
- Peter Zimmermann (* 1961)
- Walter Zitzenbacher (1928–1996)
- Birgit Zotz (* 1979)
- Volker Zotz (* 1956)
- Berta Zuckerkandl-Szeps (1864–1945)
- Stefan Zweig (1881–1942)

## Lyriker
- Abraham a Sancta Clara (1644–1709)
- H. C. Artmann (1921–2000)
- Alexander Graf von Auersperg (Anastasius Grün) (1806–1876)
- Eduard von Bauernfeld (1802–1890)
- Burggraf von Lienz (* 13. Jahrhundert)
- Marie Eugenie Delle Grazie (1864–1931)
- Der von Kürenberg (* Ende 13. Jahrhundert)
- Dietmar von Aist (vor 1140 – nach 1171)
- Jeannie Ebner (1918–2004)
- Frauenlob (um 1250 – 1318)
- Gottfried von Neifen (bl. um 1230–1255)
- Catharina Regina von Greiffenberg (1633–1694)
- Ernst Jandl (1925–2000)
- Christine Lavant (1915–1973)
- Nikolaus Lenau (1802–1850)
- Daniel Casper von Lohenstein (1635–1683)
- Friederike Mayröcker (1924–2021)
- Franz Nabl (1883–1974)
- Neidhart von Reuenthal (bl. 13. Jahrhundert)
- Oswald von Wolkenstein (um 1377 – 1445)
- Ottokar aus der Gaal (um 1265 – 1320)
- Rainer Maria Rilke (1875–1926)
- Reinmar der Alte (bl. 12. Jahrhundert)
- Ferdinand Sauter (1804–1854)
- Hans Werner Sokop (* 1942)
- Wilhelm Szabo (1901–1986)
- Tannhäuser (bl. um 1245–1265)
- Georg Trakl (1887–1914)
- Ilka Maria Ungar (1879–1911)
- Ulrich von Liechtenstein (um 1200 – 1275)
- Walther von der Vogelweide (um 1170 – um 1230)
- Franz Werfel (1890–1945)
- Bruder Wernher (bl. um 1225–1250)
- Josef Winkler (* 1953)
- Hansjörg Zauner (1959–2017)
- O. P. Zier (* 1954)
- Stefan Zweig (1881–1942)